# Frankie Laine
Frankie Laine (născut Francesco Paolo LoVecchio; n. 30 martie 1913, Chicago, Illinois, SUA – d. 6 februarie 2007, San Diego, California, SUA a fost un cântăreț și compozitor american a cărui carieră s-a întins aproape 75 de ani, de la primele sale concerte în 1930 cu o companie de dans maraton până la ultima sa interpretare din „That’s My Desire” în 2005. Adesea prezentat drept „Stilist al cântecului numărul unu al Americii”, celelalte porecle ale sale includ „Mr. Rhythm”, „Old Leather Lungs” și „Mr. Steel Tonsils”. Hiturile sale au inclus „That’s My Desire”, „That Lucky Old Sun”, „Mule Train”, „Jezebel”, „High Noon”, „I Believe”, „ Hey Joe!”, „The Kid's Last Fight”, „Cool Water”, „Rawhide” și „You Gave Me a Mountain”.

## Tinerețe
Frankie Laine s-a născut  30 martie 1913, fiul lui Giovanni și al Cresenziei LoVecchio (născută Salerno). în Chicago, unde lucra tatăl său, fiind  la un moment dat,  frizer personal al gangsterului Al Capone. Familia lui Laine pare să fi avut mai multe legături cu crima organizată, iar tânărul Francesco locuia cu bunicul său, când acesta din urmă a fost ucis de gangsteri rivali. 
Și-a schimbat numele profesional în Frankie Laine în 1938, după ce a primit un loc de muncă cântând pentru postul de radio W<S din New York City WINS  Directorul de program, Jack Coombs, a găsit că „LoVecchio” are „un sunet prea străin și este prea greu de pronunțat pentru cranicii studioului”, așa că l-a americanizat în „Lane”. Frankie a adăugat „i” pentru a evita confuzia cu o fată cântăreață care se numea Frances Lane.
La sfârșitul anului 1946, Hoagy Carmichael l-a auzit cântând la clubul lui Billy Berg din Los Angeles. aceastâ întâlnire a fost începutul  succesului lui Laine.

## Primele înregistrări
Laine a înregistrat primul său disc în 1944. Următorul său succes a avut loc în 1946, cu melodia „That’s My Desire”, în care a.preluat melodia de la cântăreața June Hart care o lansase cu 12 ani mai devreme. „Desire” a devenit primul disc de aur al lui Laine și l-a consacrat ca o forță în lumea muzicii. Au urmat rapid o serie de single-uri de succes, inclusiv „Black and Blue”, „Mam'selle”, „Two Loves Have I”, „Shine, „On the Sunny Side of the Street”, „Monday Again” și multe altele.

## Progrese succesive
Laine a fost un cântăreț de jazz la sfârșitul anilor 1940  Însoțit de Carl Fischer și de unii dintre cei mai buni oameni de jazz din domeniu, cânta mel;odii ca „By the River Sainte Marie”, „Black and Blue”, „Rockin’ Chair”, „West End Blues”, „At the End of the Road”, „Ain’t That Just Like a Woman”, „That Ain’t Right”, „Exact Like You”, „The Kid's Last Fight”, „Cool Water„, „Rawhide”, „You Gave Me a Mountain” și „Sleepy Ol' River”.
În 1948, a început să colaboreze cu impresarul Mitch Miller. Laine și Miller au devenit o echipă formidabilă Prima lor colaborare, „That Lucky Old Sun”, a devenit melodia numărul unu în țară la trei săptămâni după lansare. 
Colaborarea lor a dus o serie de patruzeci de melodii de mare succes, Alte hituri au inclus „Mule Train”, „Dream a Little Dream of Me”, „Stars and Stripes Forever”, „The Cry of the Wild Goose”, „Swamp Girl”, „Satan Wears a Satin Gown” și „Music, Maestro Please”. Această perioadă care a durat până în primii ani ai erei rock and roll.

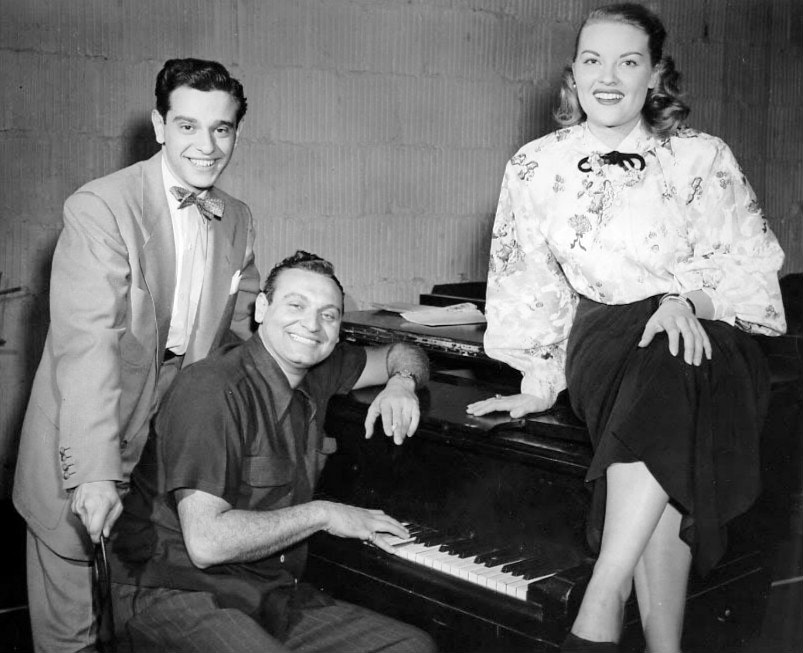
Laine și Patti Page, circa anii 1950.

Laine a început să înregistreze pentru Columbia Records în 1951, unde a obținut imediat o serie de succese cu cântecele „Jezebel”, „Rose, Rose, I Love You”, „High Noon (Do Not Forsake Me)” , „Jealousy (Jalousie)” , „The Girl in the Wood”, „When You’re in Love”, „Way Down Yonder in New Orleans” (cu Jo Stafford ), „ our Cheatin' Heart", „Granada”, „Hey Joe!”, „The Kid's Last Day”, „ Cool Water”, „Some Day”, „A Woman in Love”, „Love is a Golden Ring” și „Moonlight Gambler”.
În acest moment, Laine devenise mai popular în Regatul Unit decât în SUA. Cântece ca „The Gandy Dancer's Ball”, „The Rock of Gibraltar” și „Answer Me, O Lord” au fost avut succes mai mare în străinătate decât în Statele Unite. 
În 1953, Laine a înregistrat primul său album intitulat „Mr. Rhythm”, așa cum Laine era adesea cunoscut la acea vreme,. Lista de cântece a albumului a fost alcătuită din „Some Day, Sweetheart”, „ A Hundred Years from Today ”, „Laughing at Life”, „Lullaby in Rhythm”, „Willow, Weep for Me”, „My Ohio Home”, „Judy” and „After You've Gone”.
În 1954, Laine a susținut o performanță specială pentru Regina Elisabeta a II-a, pe care o citează ca fiind unul dintre punctele culminante ale carierei sale.

## Viața personală

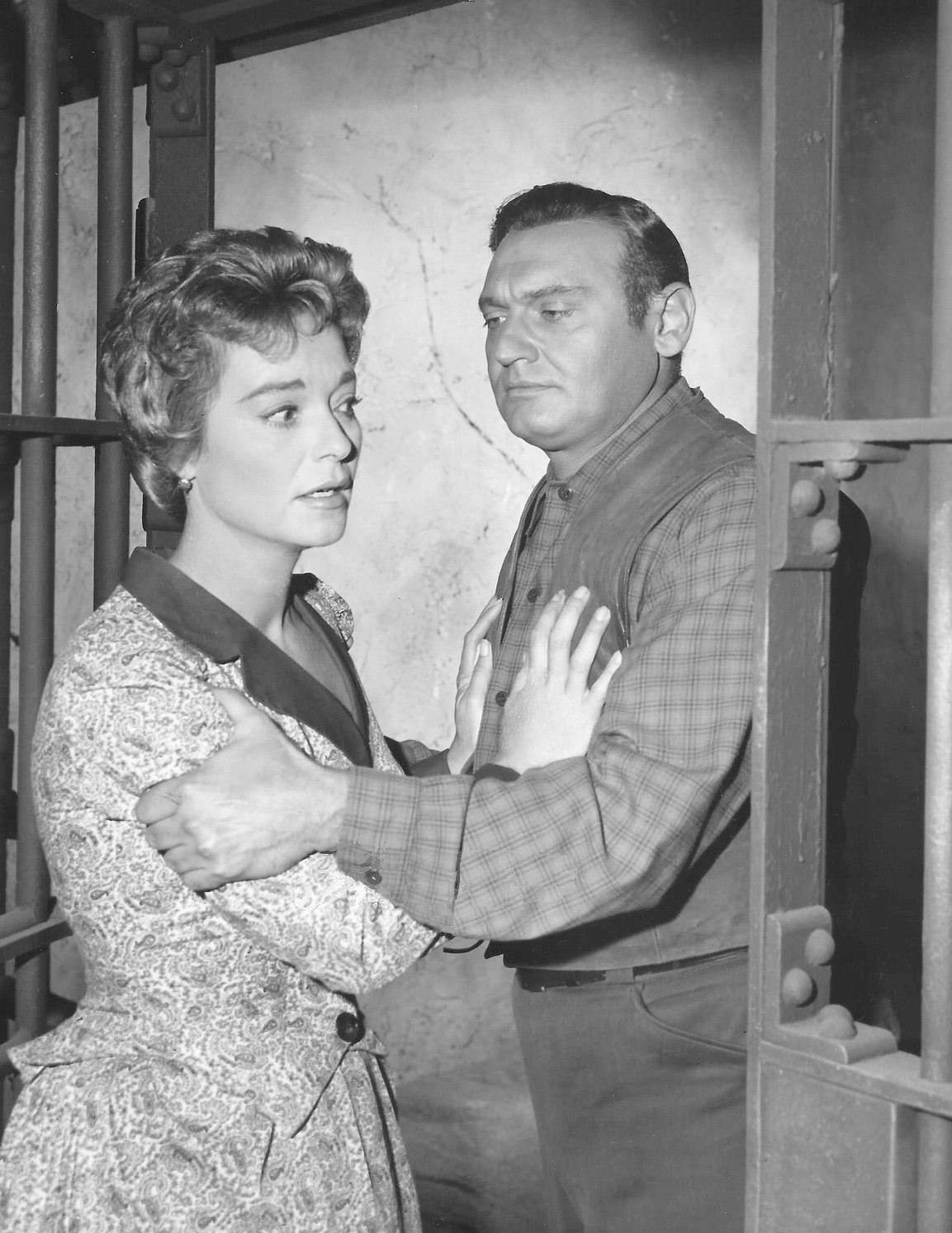
Nan Gray și Frankie Laine într-o scenă din Rawhide, 1960

Laine s-a căsătorit cu actrița Nan Gray și i-a adoptat fiicele Pam și Janm, pe care le avea  dintr-o căsătorie anterioară cu disc jockey-ul ackie Westrope. Căsnicia lor de 43 de ani a durat până la moartea ei. După moartea soției sale, în iunie 1999; cântărețul în vârstă de 86 de ani s-a căsătorit cu Marcia Ann Kline.
Laine a murit de insuficiență cardiacă în San Diego pe 6 februarie 2007,  O slujbă comemorativă a avut loc pe 12 februarie; a doua zi, cenușa lui, împreună cu cele ale regretatei sale soții,Nan Grey au fost împrăștiate peste Oceanul Pacific.